# Association pour le développement des outils multimédias appliqués à l'environnement
L'Association pour le développement des outils multimédias appliqués à l'environnement (ADOME) est une association française qui diffuse des informations sur l'environnement et le développement durable.
L'ADOME a été créée en juin 1996 par Michel Giran.
L'ADOME a conçu un moteur de recherche du développement durable, Ecobase 21, qui permet d’accéder rapidement à une multitude de ressources et de documents sélectionnés pour leur pertinence.
Dans sa deuxième version (fin 2008), Ecobase 21 utilise les technologies du web 2.0, des systèmes de gestion de contenu, et du web sémantique pour la structuration de connaissances et l'accès à des informations très précises. Cette version comprend :
- 70 000 liens ;
- 3 000 vidéos ;
- 2 000 fiches de synthèse ;
- 1 600 documents PDF ;
- 1 200 bonnes pratiques et expériences réussies sur toutes les thématiques du développement durable.